# جائزة النمسا الكبرى 2001
جائزة النمسا الكبرى 2001 (بالإنجليزية: 2001 Austrian Grand Prix)‏ هو سباق فورمولا 1 أقيم بتاريخ 13 مايو 2001 في ستيفن سبيلبرغ، النمسا، شتايرمارك. كان السادس من أصل 17 في بطولة العالم لسباقات الفورمولا واحد موسم 2001. حلّ البريطاني ديفيد كولتهارد أولا بينما جاء الألماني مايكل شوماخر في المركز الثاني وحصل على المركز الثالث البرازيلي روبنز باركيلو.